# Forças Armadas Polonesas no Ocidente

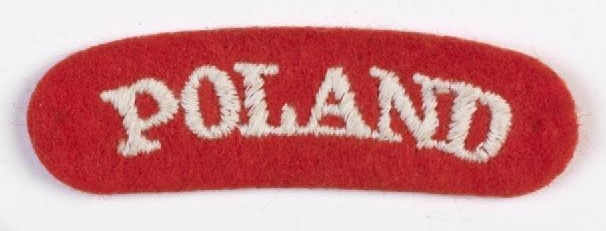
Insígnia de ombro das Forças Armadas polonesas no Ocidente

As Forças Armadas polonesas no Ocidente (em polonês/polaco:  Polskie Siły Zbrojne na Zachodzie) refere-se às formações militares polonesas formadas para lutar ao lado dos aliados ocidentais contra a Alemanha Nazista e seus aliados durante a Segunda Guerra Mundial. As forças polonesas também foram levantadas dentro dos territórios soviéticos; estas eram as Forças Armadas Polonesas no Oriente.
As formações, leais ao governo polonês no exílio, foram formadas pela primeira vez na França e em seus territórios do Oriente Médio após a derrota e ocupação da Polônia pela Alemanha e União Soviética em setembro de 1939. Após a queda da França em junho de 1940, as formações foram recriadas no Reino Unido. Fazendo uma grande contribuição para o esforço de guerra, as Forças Armadas Polonesas no Ocidente eram compostas por forças militares, aéreas e navais. Os poloneses logo se tornaram tropas de choque no serviço aliado, principalmente na Batalha de Monte Cassino durante a Campanha da Itália, onde a bandeira polonesa foi hasteada na abadia em ruínas em 18 de maio de 1944, bem como na Batalha de Bolonha e na Batalha de Ancona (ambos também na Itália) e Hill 262 na França em 1944.  As Forças Armadas polonesas no Ocidente foram dissolvidas após a guerra, em 1947, com muitos ex-militares forçados a permanecer no exílio.

## História
Após a derrota da Polônia em setembro-outubro de 1939, o governo polonês no exílio organizou rapidamente na França uma nova força de combate originalmente de cerca de 80.000 homens.  Suas unidades estavam subordinadas ao Exército francês. No início de 1940, uma Brigada Independente Polonesa das Terras Altas participou das Batalhas de Narvik, na Noruega. Uma Brigada Cárpato Independente Polonesa foi formada no Mandato Francês da Síria, para o qual muitas tropas polonesas escaparam da Polônia. A Força Aérea Polonesa na França compreendia 86 aeronaves em quatro esquadrões; um e meio dos esquadrões estava totalmente operacional, enquanto o restante estava em vários estágios de treinamento.  Duas divisões polonesas (Primeira Divisão de Granadeiros e Segunda Divisão de Fuzileiros de Infantaria) participaram da defesa da França, enquanto uma brigada motorizada polonesa e duas divisões de infantaria estavam sendo formadas. 
no seu auge 
| Desertores de recrutamento forçado na Wehrmacht | 89.300  | (35,8%) |
| Evacuados da URSS em 1942 | 83.000  | (33,7%) |
| Evacuados da França em 1940 | 35.000  | (14,0%) |
| prisioneiros de guerra libertados | 21.750  | (8,7%)  |
| Fugitivos da Europa ocupada | 14.210  | (5,7%)  |
| Recrutas na França libertada | 7.000   | (2,8%)  |
| Diáspora polonesa da Argentina, Brasil e Canadá | 2.290   | (0,9%)  |
| Diáspora polonesa do Reino Unido | 1.780   | (0,7%)  |
| Total | 249.000 |         |
| Nota: Até julho de 1945, quando o recrutamento foi interrompido, cerca de 26.830 soldados poloneses foram declarados mortos em combate ou desaparecidos em combate ou morreram devido aos ferimentos. Após essa data, mais 21.000 ex-POWs poloneses foram empossados. |         |         |

Na capitulação da França, o general Władysław Sikorski (o Comandante em chefe e primeiro-ministro polonês) conseguiu evacuar muitas tropas polonesas - provavelmente mais de 20.000 - para o Reino Unido. 
A Marinha polonesa foi a primeira a se reagrupar na costa do Reino Unido. Navios e marinheiros poloneses foram enviados para a Grã-Bretanha em meados de 1939 pelo general Sikorski, e um Acordo Anglo-Polonês foi assinado em novembro do mesmo ano.  Sob este acordo, os marinheiros poloneses tinham permissão para vestir uniformes poloneses e seus comandantes eram poloneses; no entanto, os navios utilizados eram de fabricação britânica.  Em 1940, os marinheiros já haviam impressionado Winston Churchill, que observou que "raramente tinha visto um corpo de homens mais fino". 
Depois de serem evacuados após a derrota da França, os aviadores poloneses tiveram um papel importante na Batalha da Grã-Bretanha. A princípio, os pilotos poloneses foram esquecidos, apesar de numerosos (cerca de 8.500 em meados de 1940).  Apesar de terem voado por anos, a maioria deles foi destacada para esquadrões de bombardeiros da RAF ou para a Reserva de Voluntários da RAF. Isso se deveu à falta de compreensão em face da derrota polonesa para os alemães, bem como às barreiras linguísticas e à opinião dos comandantes britânicos sobre as atitudes polonesas.  Em 11 de junho de 1940, o governo polonês no exílio assinou um acordo com o governo britânico para formar uma força aérea polonesa no Reino Unido e, em julho de 1940, a RAF anunciou que formaria dois esquadrões de caças poloneses equipados com aviões britânicos: 302 "Poznański " Esquadrão e 303 Esquadrão "Kościuszko". Os esquadrões eram compostos por pilotos e tripulações de terra poloneses, embora seus comandantes de voo e oficiais comandantes fossem britânicos. Uma vez tendo a oportunidade de voar, não demorou muito para que seus colegas britânicos apreciassem a tenacidade dos poloneses. Até mesmo o Comandante da Aeronáutica Hugh Dowding, que foi um dos primeiros a expressar suas dúvidas sobre os poloneses, disse: "Devo confessar que duvidei um pouco do efeito que sua experiência em seus próprios países e na França poderia ter. tinha sobre os pilotos poloneses e tchecos, mas minhas dúvidas foram dissipadas, porque todos os três esquadrões entraram na luta com uma corrida e entusiasmo que está além do elogio. Eles foram inspirados por um ódio ardente pelos alemães, o que os tornou oponentes mortais."  Dowding afirmou mais tarde que "se não fosse pelo magnífico [trabalho dos] esquadrões poloneses e sua bravura insuperável, hesito em dizer que o resultado da batalha teria sido o mesmo". 
Quanto às tropas terrestres, algumas unidades terrestres polonesas se reagruparam no sul da Escócia.  Essas unidades, como o I Corpo Polonês, compreendiam a 1ª Brigada Independente de Fuzileiros, a 10ª Brigada de Cavalaria Motorizada (como infantaria) e brigadas de quadros (em grande parte tripuladas por oficiais excedentes na força do batalhão) e assumiram a responsabilidade em outubro de 1940 pela defesa dos condados de Fife e Angus; isso incluiu o reforço das defesas costeiras que já haviam sido iniciadas. O I Corpo estava sob o comando direto do Comando Escocês do Exército Britânico. Ainda nesta área, o Corpo foi reorganizado e expandido.  A oportunidade de formar outro exército polonês surgiu em 1941, após um acordo entre o governo polonês no exílio e Joseph Stalin, os soviéticos libertando soldados, civis e cidadãos poloneses da prisão. Destes, um exército de 75.000 homens foi formado na União Soviética sob o comando do general Władysław Anders e informalmente conhecido como "Exército de Anders". Este exército, reunido sucessivamente em Bouzoulouk, Samarkand, foi posteriormente transportado de Krasnovodsk através do Mar Cáspio para o Oriente Médio (Irã), onde o II Corpo Polonês foi formado a partir dele e de outras unidades em 1943.  
Em março de 1944, as Forças Armadas polonesas no Ocidente, lutando sob o comando britânico, somavam 165.000 no final daquele ano, incluindo cerca de 20.000 membros da Força Aérea Polonesa e 3.000 da Marinha Polonesa. No final da Segunda Guerra Mundial, eles eram 195.000 fortes e, em julho de 1945, haviam aumentado para 228.000, a maioria dos recém-chegados sendo prisioneiros de guerra libertados e ex-prisioneiros de campos de trabalho.
As Forças Armadas polonesas no Ocidente lutaram na maioria das operações aliadas contra a Alemanha Nazista no Mediterrâneo e no Oriente Médio e nos teatros europeus: a Campanha do Norte da África, a Campanha da Itália (com a Batalha de Monte Cassino sendo uma das mais notáveis), a Campanha Ocidental Campanha Europeia (da Batalha de Dieppe e Dia D até a Batalha da Normandia e operações posteriores, especialmente a Operação Market Garden). 
Após o Instrumento de Rendição Alemão, as tropas polonesas participaram das tarefas de ocupação nas Zonas de Ocupação dos Aliados Ocidentais na Alemanha. Uma cidade polonesa foi criada: primeiro foi chamada Lwow, depois Maczkow.
As tropas polonesas foram incluídas no plano de contingência ultrassecreto britânico de 1945, Operação Impensável, que considerava um possível ataque à União Soviética a fim de impor uma Polônia independente.

## Denunciamento
Em 1945, havia um sentimento antipolonês crescente na Grã-Bretanha, particularmente entre os sindicatos - que temiam a competição por empregos dos imigrantes poloneses - e do ministro das Relações Exteriores, Ernest Bevin.  Ao mesmo tempo, havia a preocupação britânica e americana com a construção de um estado policial na Polônia. 

Em março de 1945, a Time noticiou os "heróis excedentes" poloneses, afirmando que Bevin
prometeu a Anders que aqueles de seus soldados que não quisessem retornar à nova Polônia poderiam encontrar asilo no Império Britânico. Argentina e Brasil também foram relatados prontos para oferecer-lhes casas. Mas a Grã-Bretanha achou que a melhor solução seria eles retornarem à Polônia, e a Grã-Bretanha estava circulando um apelo por meio do Exército polonês contendo a promessa do governo polonês de tratar os soldados exilados de maneira justa. Anders argumentou que não poderia aconselhar os soldados a retornar à Polônia, a menos que o governo polonês prometesse eleições nesta primavera. Bevin também queria eleições polonesas imediatas, mas os dois homens sabiam que as chances estavam diminuindo. Na Polônia, a divisão entre os grupos comunistas-socialistas e o astuto Partido Camponês Polonês de Stanislaw Mikolajczyk estava se aprofundando. As batidas da Polícia de Segurança na sede do Partido Camponês foram relatadas na semana passada. Se os esforços para esmagar as forças de Mikolajczyk falhassem, então os grupos comunistas-socialistas lutariam por uma eleição no final do outono, quando a popularidade do Partido Camponês Polonês, vencedor certo de uma eleição agora, poderia ter diminuído. No entanto, Bevin argumentou que, eleições ou não, os poloneses do exército de Anders deveriam voltar para casa. 
Em janeiro de 1946, Bevin protestou contra os assassinatos cometidos pelo governo provisório polonês, que defendeu suas ações dizendo que estava lutando contra terroristas leais a Anders e financiados pelos britânicos.  Em fevereiro de 1946, a Time relatou que "o secretário de Relações Exteriores da Grã-Bretanha, Ernest Bevin, disse a uma tensa Câmara dos Comuns na semana passada que o terror havia se tornado um instrumento de política nacional na nova Polônia. Muitos membros do Partido Camponês Polonês do vice-primeiro-ministro Stanislaw Mikolajczyk, que se opunham ao governo de Varsóvia dominado pelos comunistas, foram assassinados. "As circunstâncias em muitos casos parecem apontar para a cumplicidade da Polícia de Segurança polonesa. . . . Considero imperativo que o governo provisório polonês ponha fim imediato a esses crimes para que eleições livres e irrestritas possam ser realizadas o mais rápido possível, de acordo com a decisão da Crimeia. . . . Estou ansioso pelo fim desses estados policiais ...", enquanto o governo polonês culpou Anders e seus apoiadores britânicos pelo derramamento de sangue ali. 
Costuma-se dizer que as Forças Armadas polonesas no Ocidente não foram convidadas para o Desfile da Vitória de Londres em 1946.    A princípio, o governo britânico convidou representantes do regime recém-reconhecido em Varsóvia para marchar na Parada, mas a delegação da Polônia nunca chegou, o motivo nunca foi explicado adequadamente; a pressão de Moscou é a explicação mais provável. Cedendo à pressão da imprensa e do público, os britânicos finalmente convidaram veteranos poloneses da RAF, que então representavam a Força Aérea Polonesa sob o comando britânico, para comparecer em seu lugar. Eles, por sua vez, se recusaram a comparecer em protesto contra convites semelhantes não estendidos ao Exército e à Marinha poloneses. O único representante polonês no desfile foi o coronel Józef Kuropieska, adido militar do regime comunista em Varsóvia, que compareceu como cortesia diplomática. 

## Dispensa e reassentamento
A formação foi dissolvida em 1947, muitos de seus soldados optando por permanecer no exílio em vez de retornar à Polônia controlada pelos comunistas, onde eram frequentemente vistos pelos comunistas poloneses como "inimigos do estado", influenciados pelas ideias ocidentais, leais ao governo polonês no exílio, encontrando assim perseguições e prisões (em casos extremos, a morte). O fracasso dos governos ocidentais aliados em manter sua promessa à Polônia, que agora caiu sob a esfera de influência soviética, ficou conhecido como a "traição ocidental".   O número de ex-soldados poloneses que não desejavam retornar à Polônia comunista era tão alto que uma organização especial foi formada pelo governo britânico para ajudar a reinstalá-los no Reino Unido: o Corpo de Reassentamento Polonês (Polski Korpus Przysposobienia i Rozmieszczenia);   114.000 soldados poloneses passaram por essa organização. Como muitos poloneses estavam estacionados no Reino Unido e serviram ao lado de unidades britânicas na guerra, a Lei de Reassentamento Polonês de 1947 permitiu que todos eles se estabelecessem no Reino Unido após a guerra, multiplicando o tamanho da minoria polonesa no Reino Unido.  Muitos também se juntaram às comunidades polonesa canadense e polonesa australiana. Depois que o Congresso dos Estados Unidos aprovou uma lei de 1948, alterada em 1950, que permitia a imigração de soldados poloneses desmobilizados na Grã-Bretanha, alguns deles se mudaram para os EUA onde, em 1952, organizaram a associação Polonês Veteranos da Guerra Mundial II.

## História por formação

### Exército

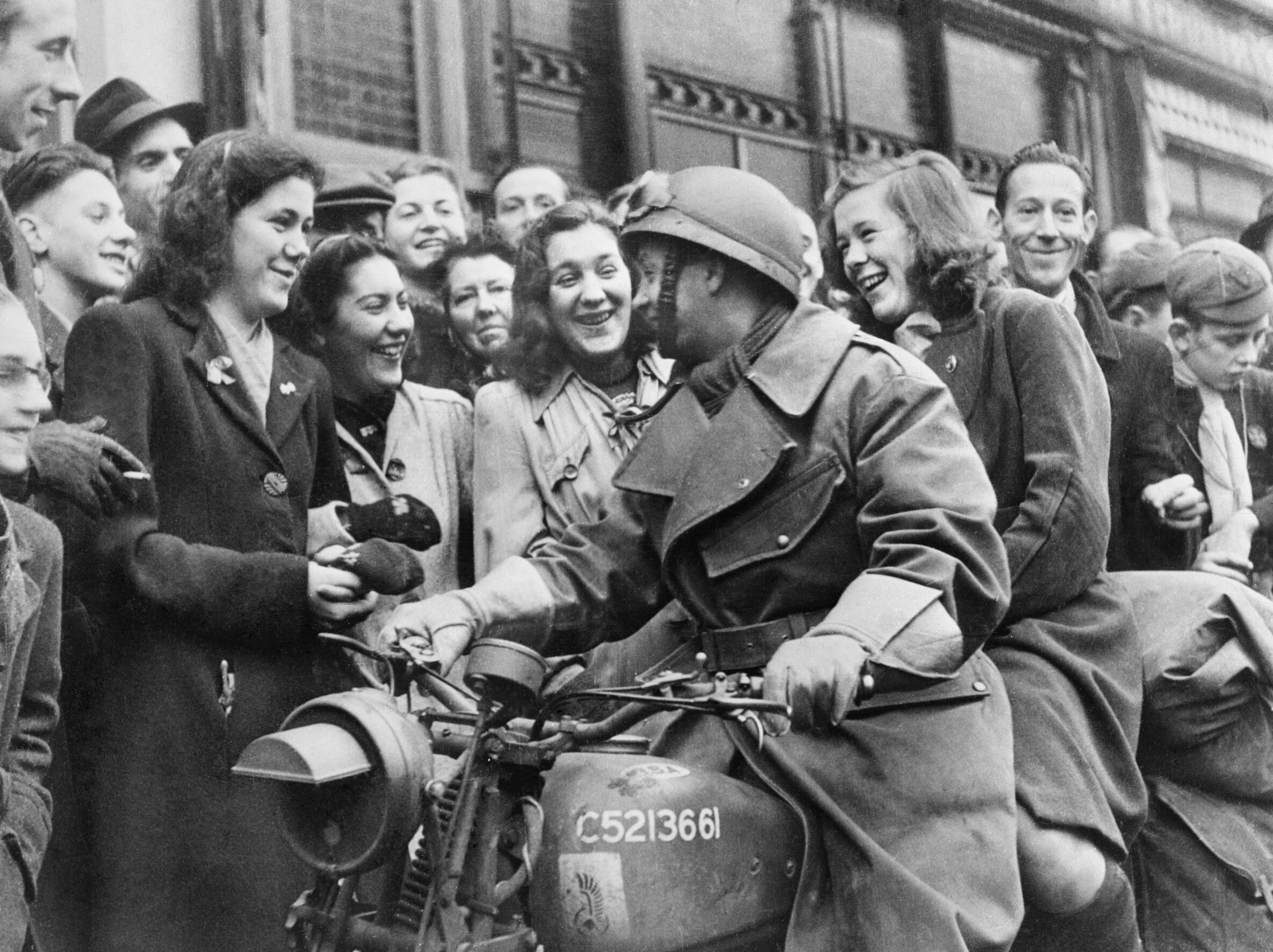
Soldados poloneses recebidos pelos moradores de Breda, Holanda, 1944

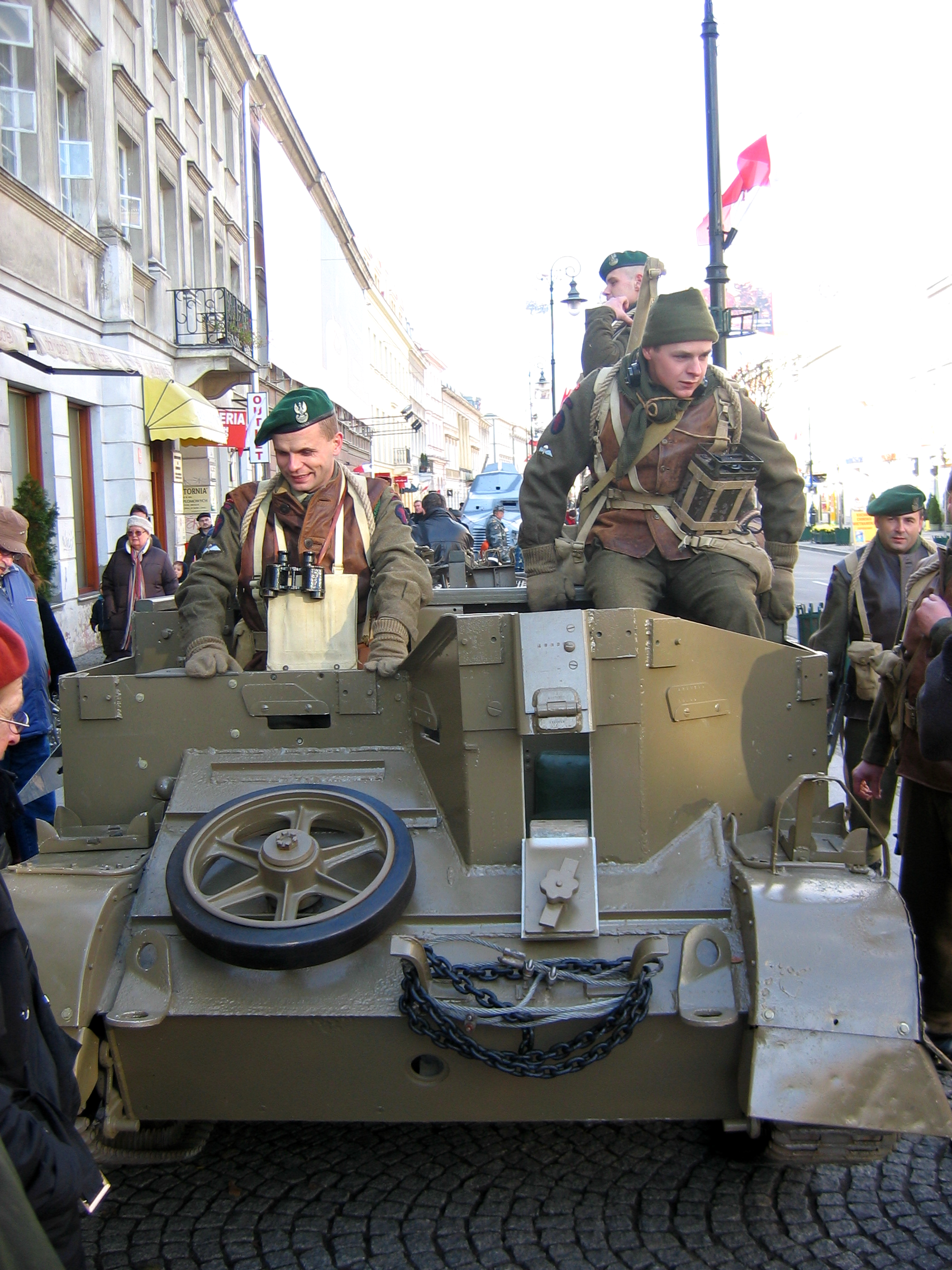
Universal Carrier das Forças Armadas polonesas no Ocidente (reencenando)

O Exército Polonês na França, que começou a ser organizado logo após a queda da Polônia em 1939, era composto por cerca de 85.000 homens. 
Quatro divisões polonesas (Primeira Divisão de Granadeiros, Segunda Divisão de Fuzileiros de Infantaria, 3ª e 4ª divisões de infantaria), uma brigada motorizada polonesa (10ª Brigada de Cavalaria Blindada, 10éme Brigade de cavalerie blindée) e uma brigada de infantaria (Polish Independent Highland Brigade) foram organizadas no continente França.  A Brigada Independente Polonesa das Terras Altas participou das Batalhas de Narvik no início de 1940; após a invasão alemã da França, todas as unidades polonesas foram pressionadas em formação, embora, devido à logística e políticas francesas ineficientes, todas as unidades polonesas estivessem perdendo muito equipamento e suprimentos - particularmente a 3ª e 4ª divisões, que ainda estavam no meio da organização. Na Síria sob mandato francês, formou-se uma Brigada dos Cárpatos Independente Polonesa para a qual escaparam cerca de 4.000 soldados poloneses, principalmente pela Romênia e que mais tarde lutariam na Campanha do Norte da África. 
Após a queda da França (durante a qual cerca de 6.000 soldados poloneses morreram lutando), cerca de 13.000 poloneses foram internados na Suíça.  No entanto, o comandante em chefe e primeiro-ministro polonês, general Władysław Sikorski, conseguiu evacuar muitas tropas polonesas para o Reino Unido (as estimativas variam de 20.000  a 35.000 ). O I Corpo polonês foi formado a partir desses soldados. Compreendia a 1ª Divisão Blindada Polonesa (que mais tarde se juntou ao Primeiro Exército Canadense) e a Brigada Pára-quedista Independente Polonesa,  e outras formações, como a 4ª Divisão de Infantaria e a 16ª Brigada Blindada Independente. Foi comandado pelo Gen. Stanisław Maczek e Marian Kukiel. Apesar do nome, nunca atingiu a força do corpo e não foi usado como unidade tática até depois da guerra, quando participou da ocupação da Alemanha como parte das forças aliadas estacionadas ao redor do porto de Wilhelmshaven. Antes dessa data, suas duas unidades principais lutavam separadamente e eram agrupadas principalmente por razões logísticas. Em agosto de 1942, os Comandos Britânicos formaram a tropa nº 6 que foi integrada ao Comando nº 10 (Inter-Aliados) anexado à 1ª Brigada de Serviços Especiais . A tropa nº 6 (polonesa) estava sob o comando do capitão Smrokowski e era composta por sete oficiais e 84 homens, recrutados de várias fontes diferentes. Alguns eram ex-civis poloneses. Alguns eram soldados do exército polonês feitos prisioneiros após a invasão alemã da Polônia em 1939 e recrutados à força para a Wehrmacht, que então desertaram sempre que tiveram a chance. Alguns vieram dos 13.000 funcionários poloneses que foram internados pelo governo suíço, mas que conseguiram escapar da custódia suíça e seguiram para a Grã-Bretanha através dos consulados britânicos na Suíça.
Em 1941, após um acordo entre o governo polonês no exílio e Joseph Stalin, os soviéticos libertaram cidadãos poloneses, dos quais um exército de 75.000 homens foi formado na União Soviética sob o comando do general Władysław Anders (Exército de Anders). Este exército, reunido sucessivamente em Bouzoulouk, Samarcanda, foi posteriormente transportado de Krasnovodsk para o Oriente Médio (Irã) através do Mar Cáspio (em março e agosto de 1942). As unidades polonesas formaram mais tarde o II Corpo Polonês. Era composto pela 3ª Divisão de Infantaria dos Cárpatos polonesa, 5ª Divisão de Infantaria polonesa de Kresowa, 2ª Brigada Blindada polonesa e outras unidades. 

### Força Aérea

No. 303 Esquadrão de Caça Polonês

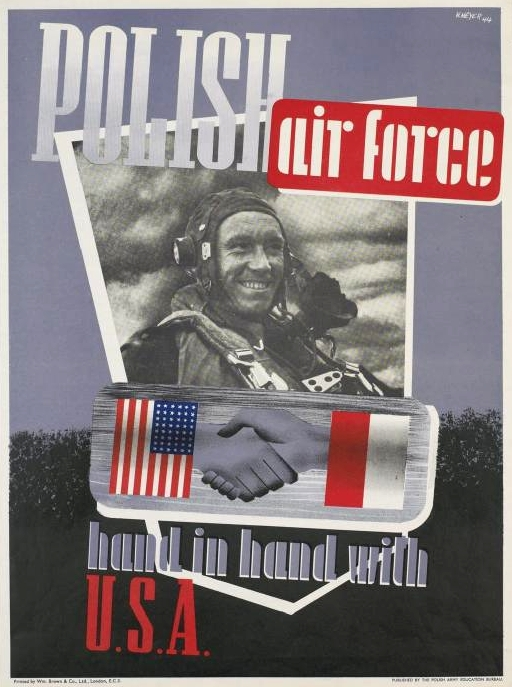
Pôster de propaganda da Segunda Guerra Mundial dos EUA; Força Aérea Polonesa cumprimenta a Força Aérea Americana

A Força Aérea Polonesa lutou na Batalha da França como um esquadrão de caça GC 1/145, várias pequenas unidades destacadas para esquadrões franceses e numerosos vôos de defesa da indústria (aproximadamente 130 pilotos, que alcançaram 55 vitórias com a perda de 15 homens). 
Desde o início da guerra, a Royal Air Force (RAF) recebeu pilotos estrangeiros para complementar o grupo cada vez menor de pilotos britânicos. Em 11 de junho de 1940, o governo polonês no exílio assinou um acordo com o governo britânico para formar um exército polonês e uma força aérea polonesa no Reino Unido. Os dois primeiros (de dez) esquadrões de caça poloneses entraram em ação em agosto de 1940. Quatro esquadrões poloneses eventualmente participaram da Batalha da Grã-Bretanha (300 e 301 esquadrões de bombardeiros; 302 e 303 esquadrões de caça), com 89 pilotos poloneses. Juntamente com mais de 50 poloneses lutando em esquadrões britânicos, cerca de 145 pilotos poloneses defenderam os céus britânicos.  Os pilotos poloneses estavam entre os mais experientes na batalha, a maioria deles já tendo lutado na Campanha de setembro de 1939 na Polônia e na Batalha da França de 1940. Além disso, a Polônia pré-guerra estabeleceu um padrão muito alto de treinamento de pilotos. O esquadrão nº 303, em homenagem ao herói polonês-americano, general Tadeusz Kościuszko, alcançou o maior número de abates (126) de todos os esquadrões de caça engajados na Batalha da Grã-Bretanha, embora só tenha entrado no combate em 30 de agosto de 1940. Esses pilotos poloneses, representando cerca de 5% do total de pilotos aliados na batalha, foram responsáveis por 12% do total de vitórias (203) na batalha e alcançaram o maior número de abates de qualquer esquadrão aliado.    

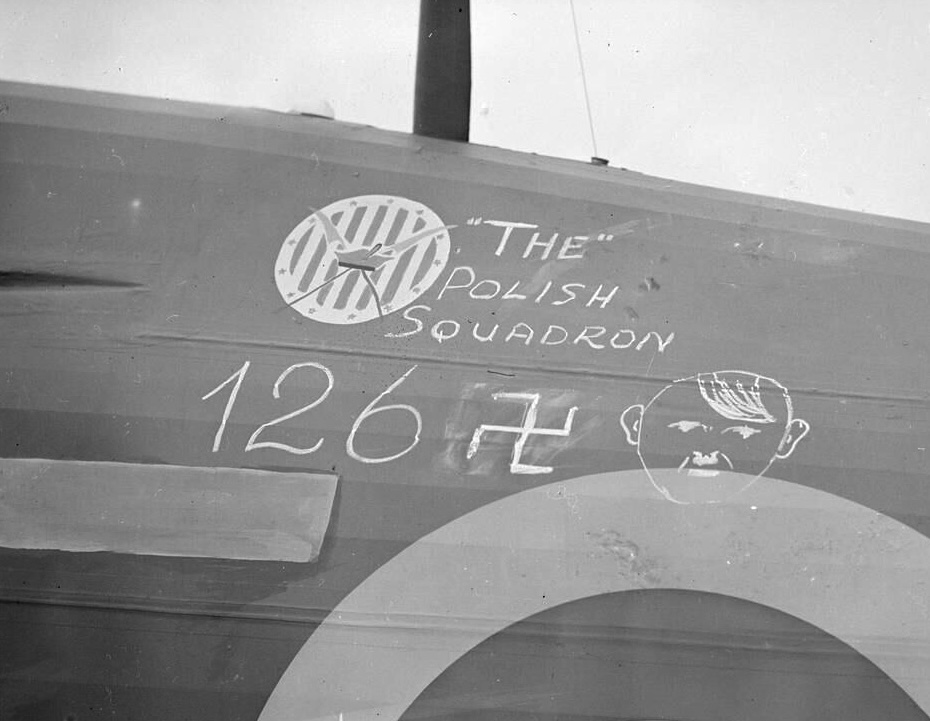
126 aviões alemães abatidos pelo Esquadrão 303 durante a Batalha da Grã-Bretanha. Pintado em um Hawker Hurricane.

A Força Aérea Polonesa também lutou em 1943 na Tunísia (o Polish Fighting Team, conhecido como "Skalski's Circus") e em ataques à Alemanha (1940–45).   Na segunda metade de 1941 e início de 1942, os esquadrões de bombardeiros poloneses eram a sexta parte das forças à disposição do Comando de Bombardeiros da RAF (posteriormente sofreram pesadas perdas, com poucas possibilidades de reabastecimento). As perdas de tripulações polonesas servindo no Comando de Bombardeiros 1940-45 foram de 929 mortos; as perdas totais da tripulação polonesa foram de 1.803 mortos.  No final das contas, oito esquadrões de caça poloneses foram formados dentro da RAF e reivindicaram 621 aeronaves do Eixo destruídas em maio de 1945.  No final da guerra, cerca de 19.400 poloneses serviam na RAF. 
Esquadrões poloneses no Reino Unido:
- N° 300 "Masovia" Esquadrão de Bombardeiros Polonês (Ziemi Mazowieckiej)
- N° 301 "Pomerania" Esquadrão de Bombardeiros Polonês (Ziemi Pomorskiej) 1940 a 1943, quando o 301 Esquadrão de Bombardeiros se fundiu com o 300 Sqn.
- N° 301 "Pomerânia e Defensores de Varsóvia" Esquadrão Polonês de Transporte "Serviços Especiais" (Ziemi Pomorskiej im Obrońców Warszawy) 1944 a 1946.
- N° 302 "Cidade de Poznan" Esquadrão de Caça Polonês (Poznański)
- N° 303 "Kościuszko" Esquadrão de Caça Polonês (Warszawski imienia Tadeusza Kościuszki)
- Esquadrão de bombardeiros poloneses N° 304 "Silésia" (Ziemi Śląskiej imienia Ksiecia Józefa Poniatowskiego)
- N° 305 "Grande Polônia" Esquadrão de Bombardeiros Polonês (Ziemi Wielkopolskiej imienia Marszałka Józefa Piłsudskiego)
- N° 306 "Cidade de Toruń" Esquadrão de Caça Polonês (Toruński)
- N° 307 "Cidade de Lwów" Esquadrão de Caça Polonês (Lwowskich Puchaczy)
- N° 308 "Cidade de Cracóvia" Esquadrão de Caça Polonês (Krakowski)
- N° 309 "Czerwień" Esquadrão Polonês de Reconhecimento de Caças (Ziemi Czerwieńskiej)
- N° 315 "Cidade de Dęblin" Esquadrão de Caça Polonês (Dębliński)
- N° 316 "Cidade de Varsóvia" Esquadrão de Caça Polonês (Warszawski)
- N° 317 "Cidade de Wilno" Esquadrão de Caça Polonês (Wileński)
- N° 318 "Cidade de Gdańsk" Esquadrão Polonês de Reconhecimento de Caças (Gdański)
- N° 663 Esquadrão de Observação de Artilharia Polonesa
- N° 145 Fighter Squadron Polish Fighting Team (Skalski's Circus)

### Marinha

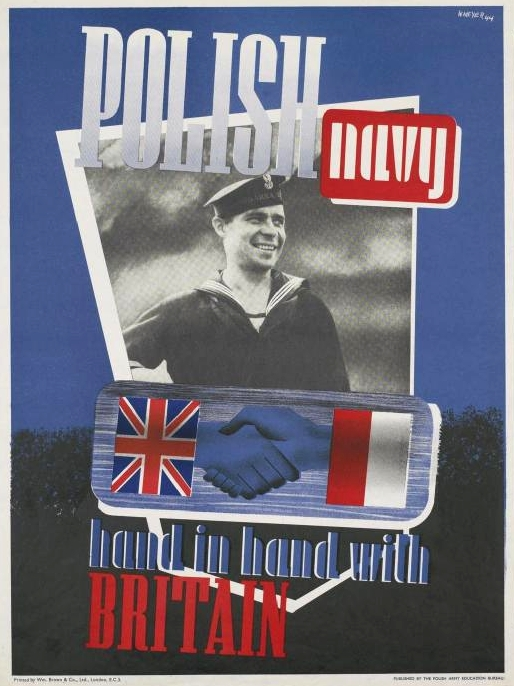
Pôster de propaganda da Segunda Guerra Mundial dos EUA; Marinha Polonesa cumprimenta a Marinha Americana

Apenas na véspera da guerra, três destróieres - representando a maioria dos principais navios da Marinha polonesa - foram enviados para a segurança das Ilhas Britânicas (Operação Pequim). Lá eles lutaram ao lado da Royal Navy (RN). Em vários estágios da guerra, a Marinha polonesa compreendia dois cruzadores e um grande número de navios menores; a maioria eram navios RN emprestados para aproveitar a disponibilidade de tripulações polonesas em uma época em que a Marinha Real não tinha mão de obra suficiente para tripular todos os seus navios. A Marinha polonesa lutou com grande distinção ao lado das outras marinhas aliadas em muitas operações importantes e bem-sucedidas, incluindo aquelas conduzidas contra o encouraçado alemão Bismarck.  Com seus 26 navios (2 cruzadores, 9 contratorpedeiros, 5 submarinos e 11 torpedeiros), a Marinha polonesa navegou um total de 1,2 milhão de milhas náuticas durante a guerra, escoltou 787 comboios, realizou 1.162 patrulhas e operações de combate, afundou 12 navios inimigos ( incluindo 5 submarinos) e 41 navios mercantes, danificou mais 24 (incluindo 8 submarinos) e abateu 20 aeronaves. O número de marinheiros que perderam a vida em ação foi de 450 em mais de 4.000.  
- Cruzadores:
  - Dragão ORP (DanaeDanae)
  - ORP Conrad (classe Danae)
- Destruidores:
  - ORP Burza ("Tempestade") (WicherWicher)
  - ORP Grom ("Thunder") (GromGrom)
  - ORP Błyskawica ("Relâmpago") (classe Grom)
  - ORP Garland (classe G)
  - ORP Orkan (classe M), - torpedeado em outubro de 1943
  - OF Ouragan ("Furacão", também conhecido em algumas fontes polonesas como Huragan) (BourrasqueBourrasque) - retornou a França Livre em 1941
  - ORP Piorun ("Thunderbolt") (classe N) - 1940 em diante
- Destruidores de escolta
  - ORP Krakowiak ("Cracovian") (escolta da classe Hunt) - 1941 em diante
  - ORP Kujawiak ("Kujawian") (classe Hunt) - afundado em 1942
  - ORP Ślązak ("Silésia") (classe Hunt) - 1942 em diante
- Submarinos:
  - ORP Orzeł ("Eagle") (OrzelOrzel) - perdeu 1940
  - ORP Jastrząb ("Hawk") (classe S americana) – perdeu em 1942
  - ORP Wilk ("Lobo") (WilkWilk)
  - ORP Dzik ("Javali") (Classe U britânica)
  - ORP Sokół ("Falcão") (classe britânica U) - 1941 em diante

Além dos anteriores, havia vários navios menores, transportes, navios auxiliares da marinha mercante e barcos-patrulha.

### Inteligência e resistência
A estrutura de inteligência polonesa permaneceu praticamente intacta após a queda da Polônia em 1939 e continuou a se reportar ao governo polonês no exílio. Conhecido como o 'Segundo Departamento', cooperou com os outros Aliados em todos os países europeus e operou uma das maiores redes de inteligência na Alemanha Nazista. Muitos poloneses também serviram em outros serviços de inteligência aliados, incluindo a célebre Krystyna Skarbek ("Christine Granville") no Executivo de Operações Especiais do Reino Unido. Quarenta e três por cento de todos os relatórios recebidos pelos serviços secretos britânicos da Europa continental em 1939-45 vieram de fontes polonesas. 
A maioria da resistência polonesa (particularmente a organização dominante Armia Krajowa) também era leal ao governo no exílio, com o Gabinete do Delegado do Governo no Interior sendo a autoridade máxima do Estado Secreto Polaco. Embora as ações militares da resistência polonesa operando na Polônia e suas forças armadas operando no Ocidente não sejam comumente agrupadas, vários elos importantes existiam entre eles, além da cadeia de comando comum. A Resistência reuniu e passou informações vitais para o Ocidente (por exemplo, sobre os campos de concentração nazistas e sobre a bomba voadora V-1 e o foguete V-2 ); enquanto no oeste foram reunidos suprimentos para a resistência, e comandos de elite, os Cichociemni, foram treinados. O governo polonês também queria usar a 1ª Brigada Independente de Pára-quedas polonesa na Polônia, principalmente durante a Operação Tempestade, mas o pedido foi negado pelos Aliados.